# أبواب الجحيم

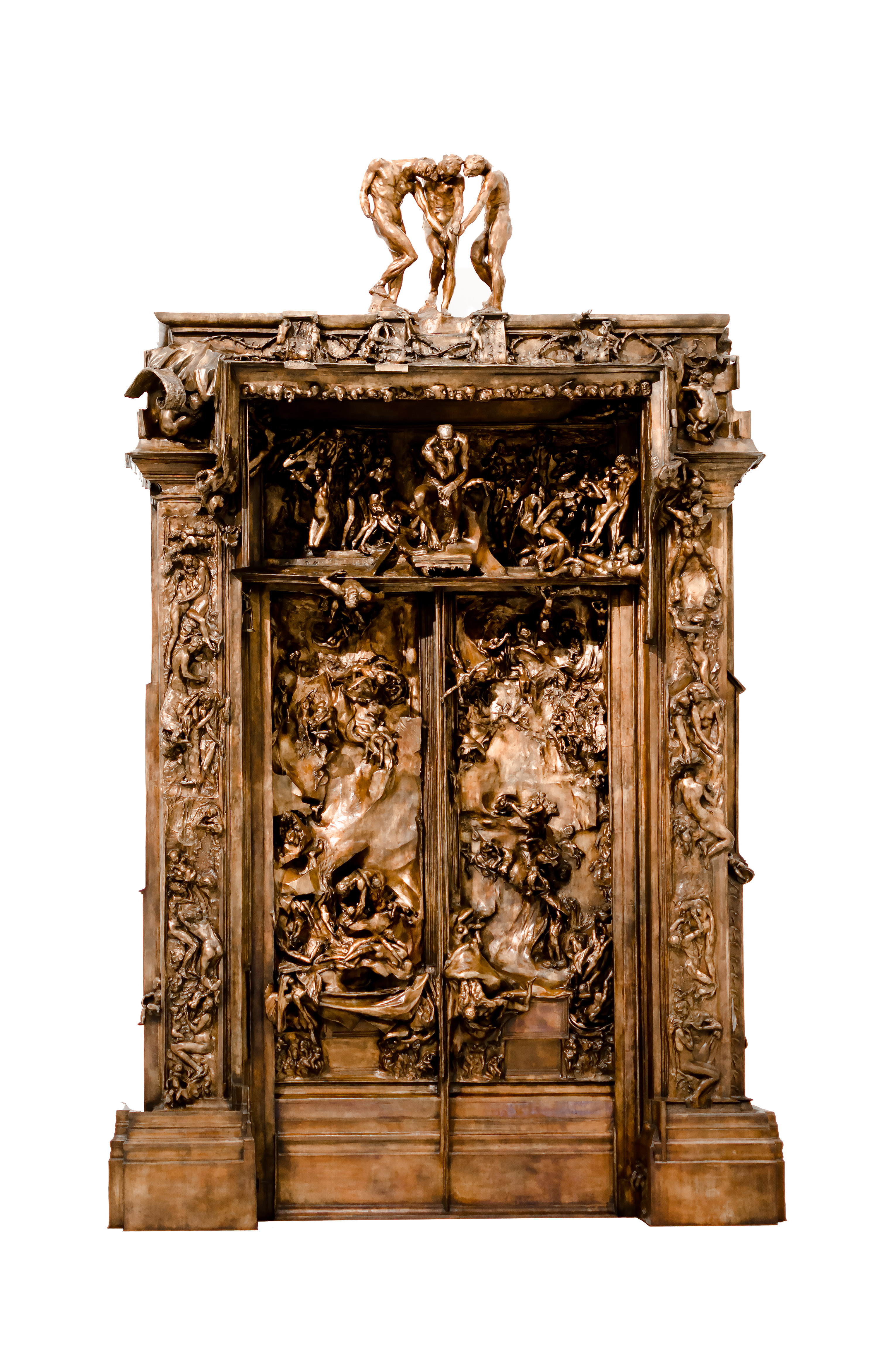
أبواب الجحيم، متحف سمية، مكسيكو سيتي

أبواب الجحيم (بالفرنسية: La Porte de l'Enfer)‏ هو عمل جماعي نحتي ضخم للفنان الفرنسي أوغست رودين يصور مشهدًا من الجحيم، القسم الأول من الكوميديا الإلهية لدانتي أليغييري. أرتفاعه 6 متر وعرضه 4 متر وعمقه 1 متر ( 6×4×1 متر (19.7×13.1×3.3 قدم) ويحتوي على 180 شخصية. تتراوح المنحوتات في ارتفاعها من 15 سنتيمتر (6 بوصة) لتصل إلى أكثر من متر واحد (3   قدم). العديد من الشخصيات مثلت بشكل مستقل من قبل رودين.

## التاريخ
تم تكليف النحت من قبل مديرية الفنون الجميلة في عام 1880 وكان من المقرر تسليمه في عام 1885. استمر رودين ما بين العمل على هذا المشروع والتوقف لمدة 37 عامًا، حتى وفاته في عام 1917.
طلبت المديرية مدخلاً جذابًا لمتحف الفنون الزخرفية المخطط له مع ترك الموضوع لاختيار رودين. حتى قبل هذه اللجنة، طور رودين رسومات لبعض شخصيات دانتي بناءً على إعجابه بجحيم دانتي. 
لم يتم بناء متحف الفنون الزخرفية أبدًا. عمل رودين في هذا المشروع في الطابق الأرضي من فندق بيرون. قرب نهاية حياته، تبرع رودين بمنح ورسومات وحقوق نسخ للحكومة الفرنسية. في عام 1919، بعد عامين من وفاته، أصبح فندق بيرون هو متحف رودين الذي يضم مجموعة من بوابات الجحيم والأعمال ذات الصلة.

## صالة عرض

Variations of The Gates of Hell
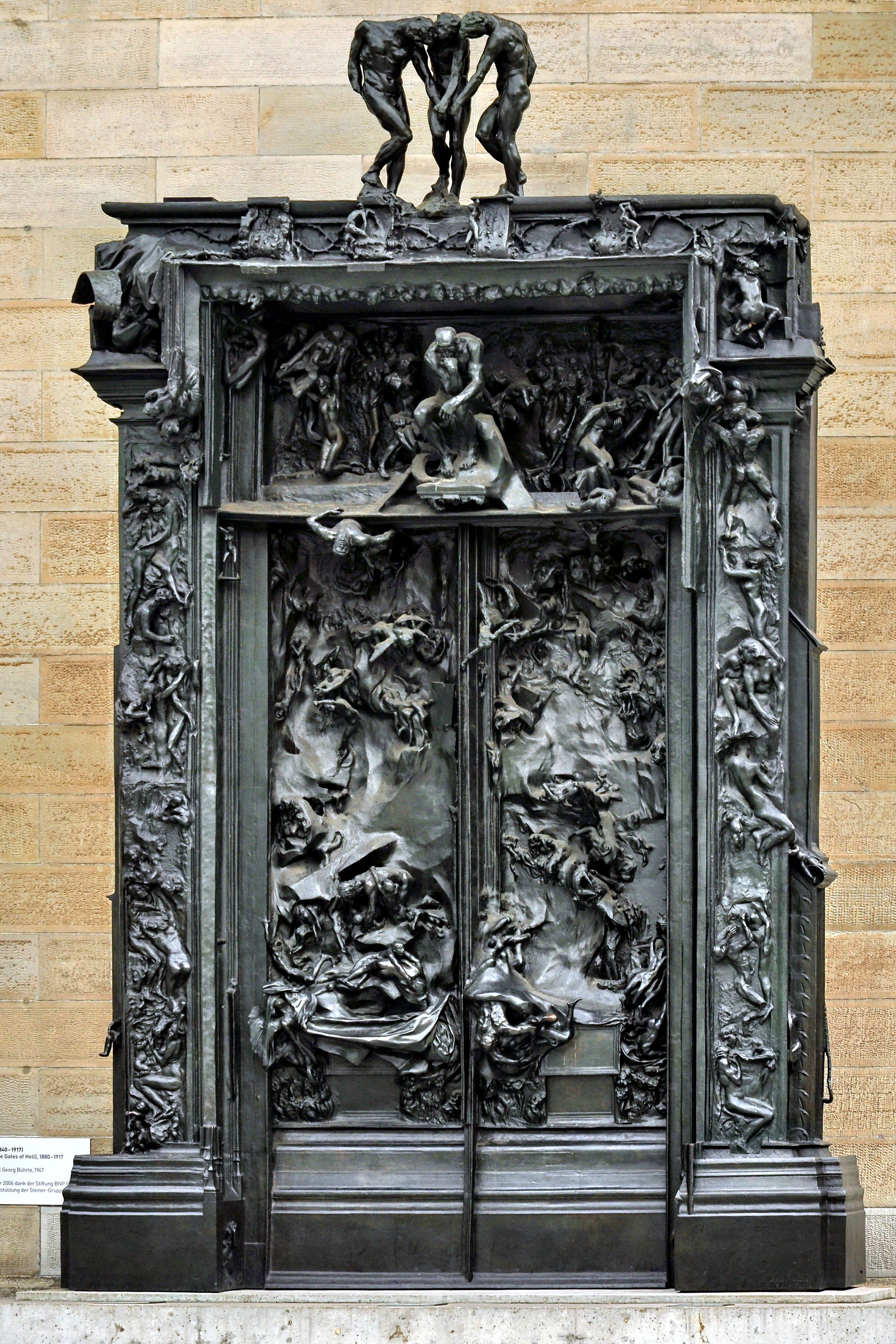
كونستهاوس زيورخ في زيورخ
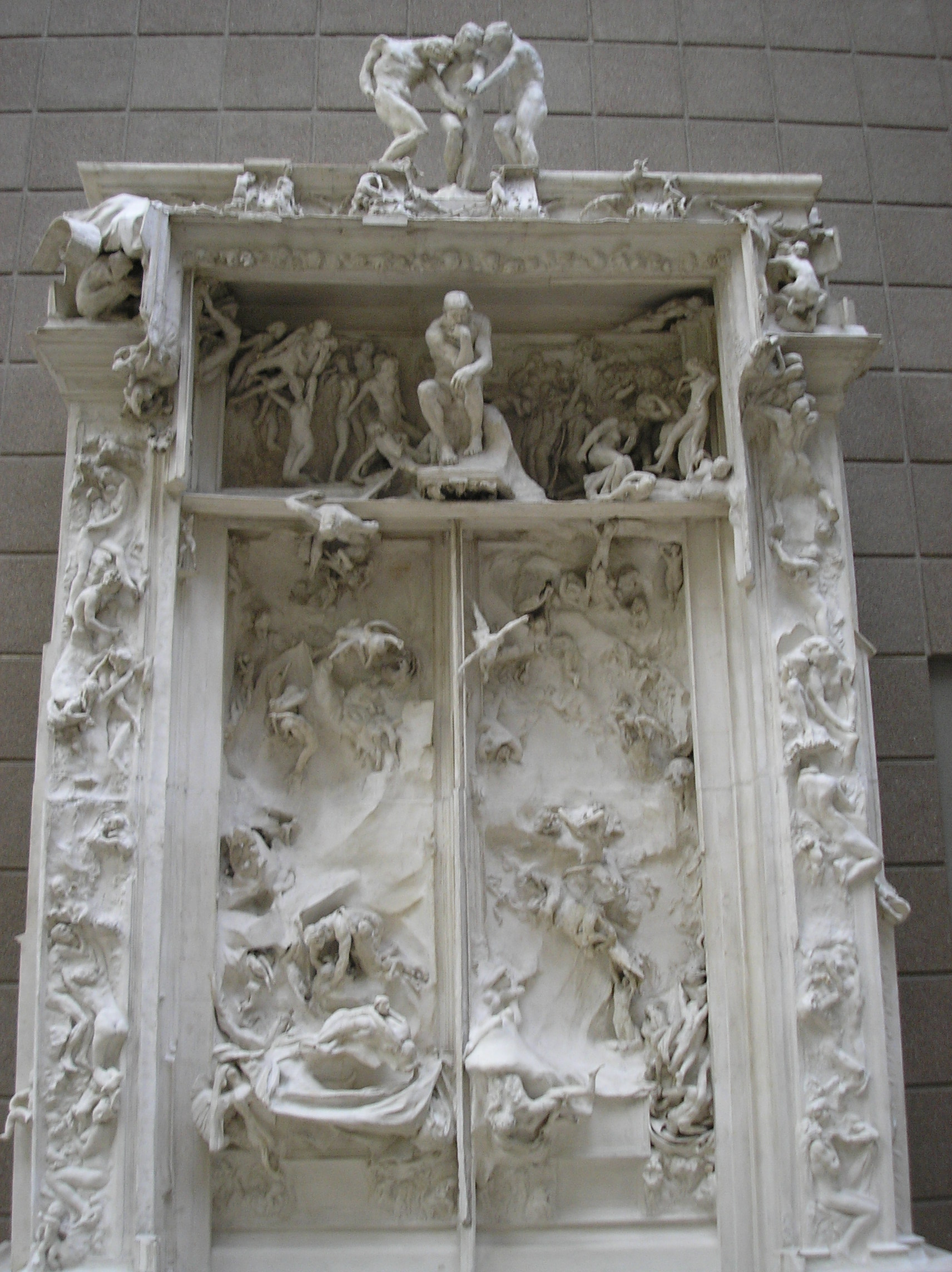
متحف أورسيه في باريس
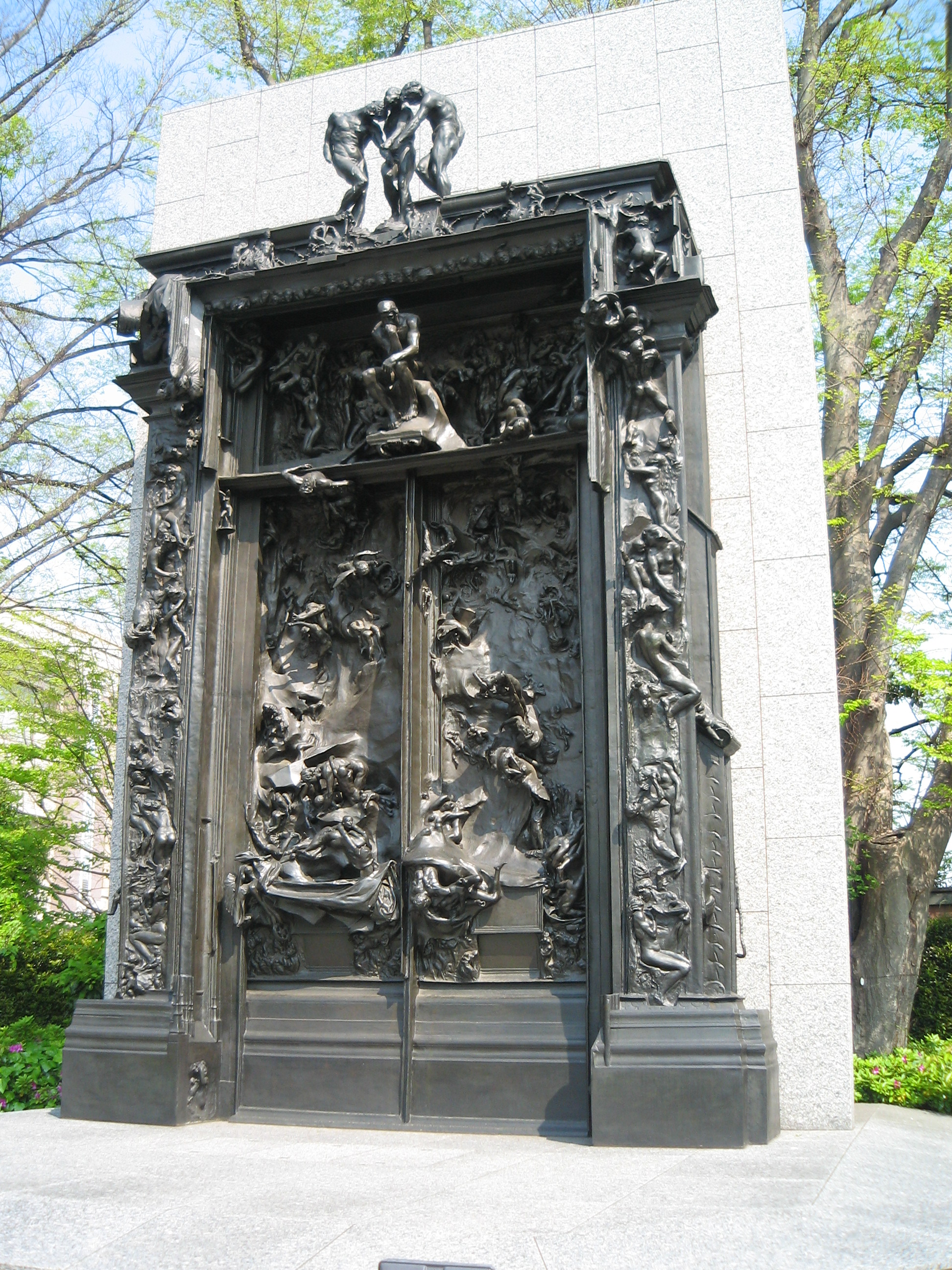
المتحف الوطني للفنون الغربية في حديقة أوينو ، طوكيو
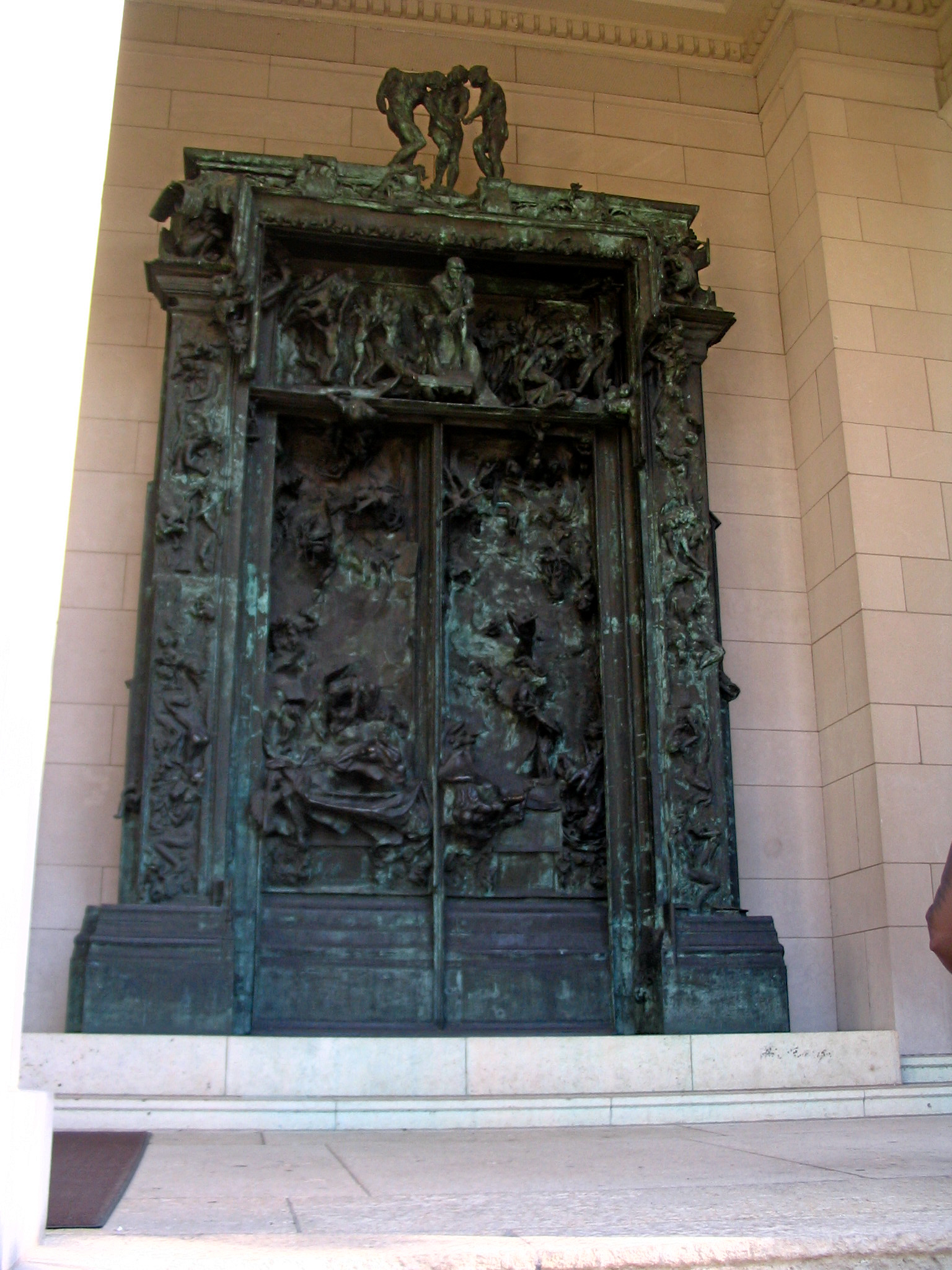
متحف رودين في فيلادلفيا
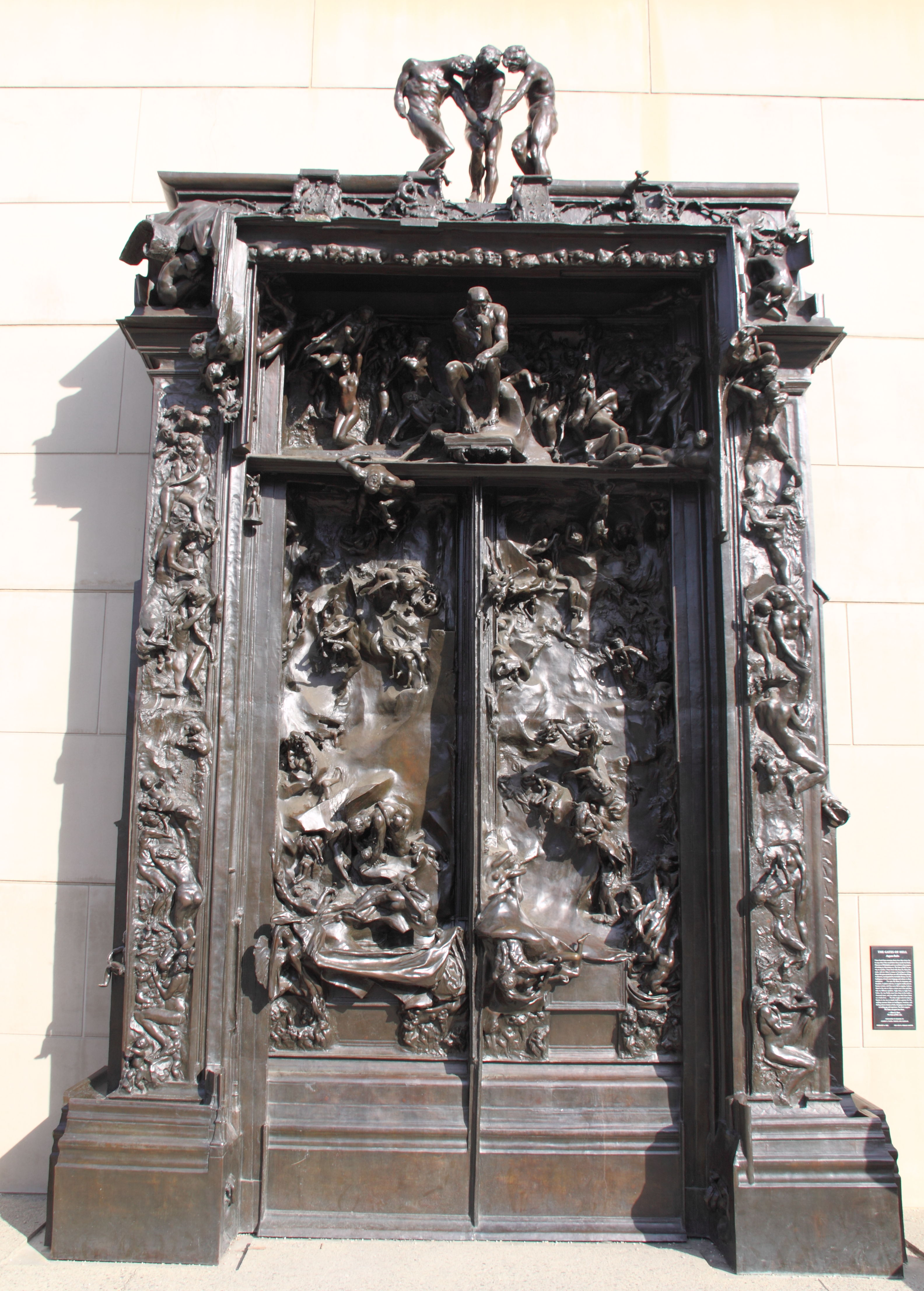
مركز Iris & B. Gerald Cantor للفنون البصرية  [لغات أخرى]‏ في جامعة ستانفورد

## شخصيات بارزة

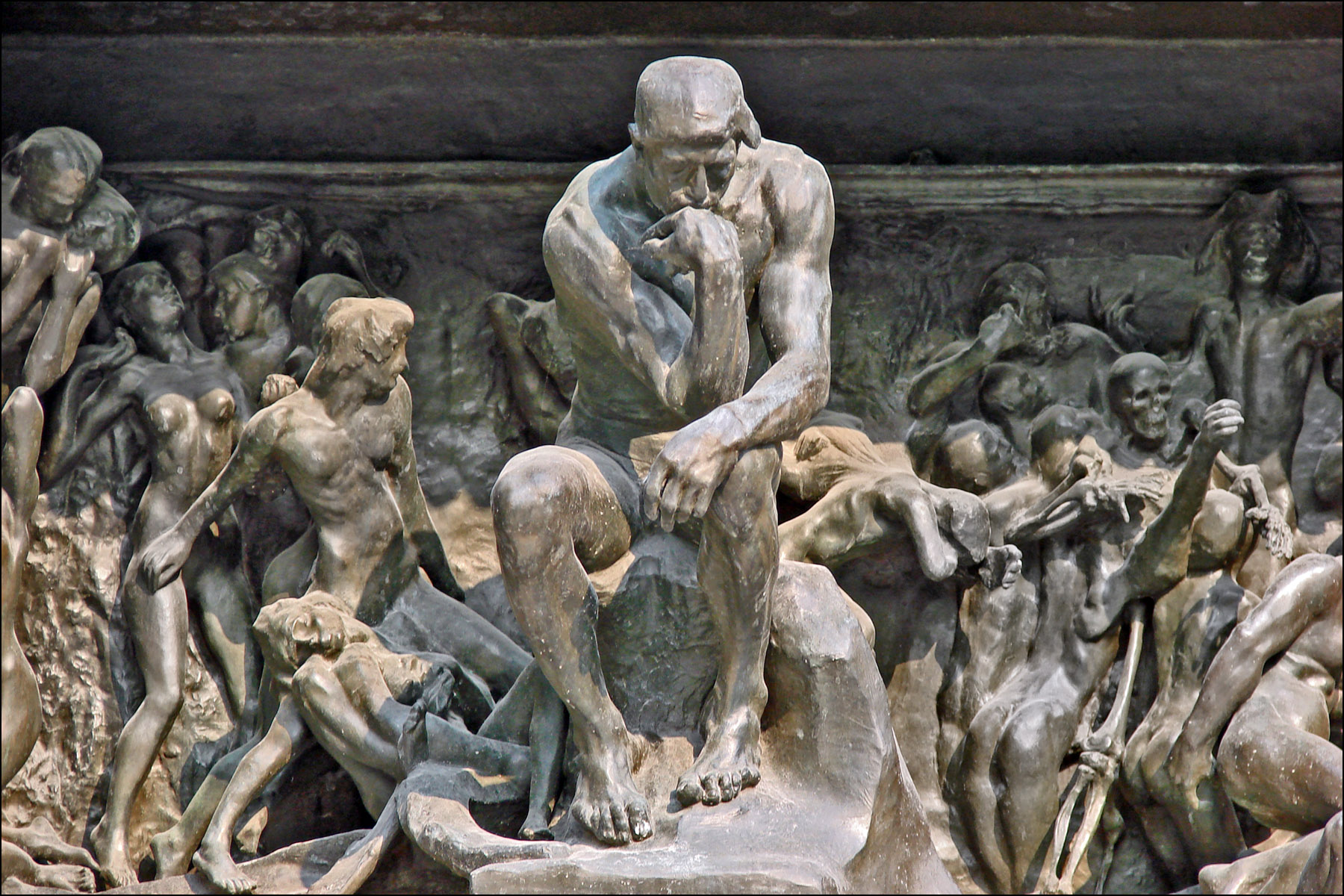
المفكر في البوابات في متحف رودين

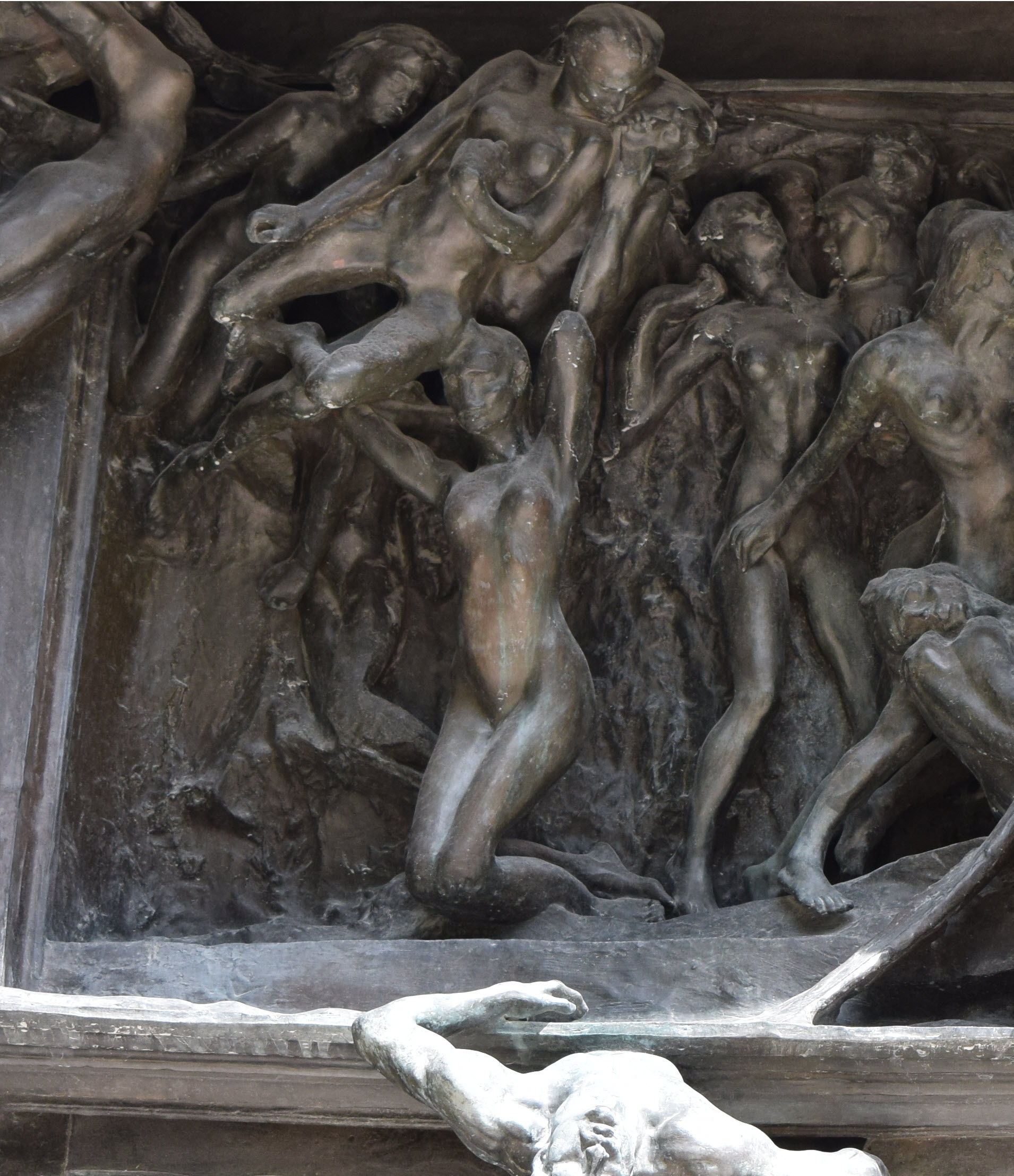
تفاصيل أنثى